# Гамбит Фаяровича
Гамбит Фаяровича — шахматный дебют, разновидность будапештского гамбита. Начинается ходами: 
 1. d2-d4 Kg8-f6 
 2. c2-c4 e7-e5 
 3. d4:e5 Кf6-e4.
Относится к полузакрытым началам.

## История
Дебют назван по имени немецкого шахматиста еврейского происхождения XX века Самми Фаяровича, применившего продолжение 3. …Кf6-e4 в 1928 году на турнире в Висбадене в партии против Г. Стейнера. Несмотря на то, что встреча закончилась победой Стейнера, в определенный момент Фаярович имел перспективное положение. В 1930-е гг. данное начало активно и довольно успешно применял специалист по будапештскому гамбиту немецкий мастер К. Рихтер, вследствие чего в некоторых изданиях дебют называется «Гамбит Фаяровича — Рихтера» по имени обоих шахматистов.
В современной турнирной практике данный дебют встречается редко.

## Идеи дебюта
Ходом 3. …Кf6-e4 чёрные стремятся развить активную фигурную игру и завлечь неприятеля в одну из многочисленных ловушек (см. примерные партии). В то же время при правильной игре белые не испытывают затруднений и способны добиться преимущества. Вследствие этого в данной позиции теория считает оптимальным продолжение 3. …Кf6-g4.

## Варианты
- 4. Кg1-f3 — наиболее популярное продолжение. Белые вводят в игру коня и создают защиту полю d2. Возможные продолжения:
  - 4. …Кb8-c6 5. a2-a3! d7-d6 6. Фd1-c2!
  - 4. …b7-b6 — чёрные рассчитывают на продолжение 5. Фd1-d5 с расчётом выигрыша белого ферзя (см. примерную партию № 3).
- 4. a2-a3 — ход, предупреждающий выпад чёрного слона на b4; далее возможно Фd1-c2, создавая давление на чёрного коня.
- 4. Кb1-d2 Кe4-c5 5. Кg1-f3 Кb8-c6 6. g2-g3 Фd8-e7 7. Сf1-g2 Кc6:e5 8. Кf3:e5 Фe7:e5 9. 0—0 — белые получают преимущество в развитии и оказывают фигурное давление на центр.
- 4. Фd1-c2 — вариант Стейнера. Далее возможно 4. …d7-d5 5. e5:d6 Сc8-f5 6. Kb1-c3
  - 6. …Кe4-g3 7. Фc2-a4+ Сf5-d7 8. Кc3-d5! — с преимуществом у белых.
  - 6. …Кe4:d6 7. e2-e4 Кd6:e4 8. Кc3:e4 Сf8-b4+
    - 8. Кc3:e4 Сf8-b4+
    - 8. Сf1-d3 Кe4:f2 9. Сd3:f5 Кf2:h1 10. Кg1-f3 Сf8-c5 11. Кc3-e4 — чёрным трудно защищаться.

## Примерные партии
- Уоррен — Зельман, 1932[2]

1. d2-d4 Kg8-f6 2. c2-c4 e7-e5 3. d4:e5 Кf6-e4 4. a2-a3 d7-d6 5. e5:d6 Сf8:d6 6. g2-g3? Кe4:f2 0-1 Белую ладью не спасти, продолжение 7. Крe1:f2 Сd6:g3+ ведёт к потере ферзя.
- Генри Холуэлл Коул — Хайн, Зиген, 1941[3]

1. d2-d4 Kg8-f6 2. c2-c4 e7-e5 3. d4:e5 Кf6-e4 4. Кg1-f3 Кb8-c6 5. Кb1-d2 Кe4-c5 6. g2-g3 h7-h5 7. a2-a3 Фd8-e7 8. b2-b4 Кc6:e5 9. b4:c5? Кe5-d3x
- Наймеш — Янош Балог, Будапешт, 1943[4]

1. d2-d4 Kg8-f6 2. c2-c4 e7-e5 3. d4:e5 Кf6-e4 4. Кg1-f3 b7-b6 5. Фd1-d5 Сc8-b7 6. Фd5:b7 Кb8-c6 7. Фb7-a6? (правильно 7. Сc1-d3 или 7. Кf3-d4) 7. …Сf8-b4+ 8. Сc1-d2 Кe4-c5 9. Фa6-b5 Сb4:d2+ 10. Кb1:d2 a7-a6 0-1 Белые теряют ферзя.
- Хелиль Лагха — Эннио Контедини, Лейпциг, 1960[5]

1. d2-d4 Kg8-f6 2. c2-c4 e7-e5 3. d4:e5 Кf6-e4 4. Фd1-c2 Сf8-b4+ 5. Кb1-d2 d7-d5 6. e5:d6 Сc8-f5 7. Фc2-a4+ Кb8-c6 8. a2-a3 Кe4-c5 9. d6:c7? Фd8-e7 10. Фa4-d1 Кc5-d3х
- Сёдерстрём — Оке Ульссон, Швеция, 1981[6]

1. d2-d4 Kg8-f6 2. c2-c4 e7-e5 3. d4:e5 Кf6-e4 4. Кb1-c3 Сf8-b4 5. Фd1-c2 d7-d5 6. c4:d5 Сc8-f5 7. Фc2-a4+ Кb8-c6 8. d5:c6 Кe4:c3 9. Фa4-b3 Сf5-c2 10. Фb3:c2 Кc3-e4+ 11. Сc1-d2 Сb4:d2+ 12. Крe1-d1 Кe4:f2х